# Арни Оливер
Арнолд „Лаки Арни“ Оливер (22. мај 1907, Њу Бедфорд Масачусетс - 16. октобар 1993, Њу Бедфорд, Масачусетс) био је амерички нападач. Најмање шест сезона провео је у америчкој фудбалској лиги. Био је члан америчког тима на ФИФА светском првенству 1930. и члан је Националне фудбалске куће славних. 

## Клупска каријера
Оливер, син британских имиграната, каријеру је започео у клубу New Bedford Quisset Mill, млину за памук, када му је било четрнаест. Потом је играо са Shawsheen Indians, локалним аматерским клубом који се придружио професионалној лиги америчког фудбала 1925. године. Међутим, Оливер је остао аматер и када су се Indians угасили током сезоне, прешао је у Defenders Club, освојивши титулу Националног аматерског купа 1926. године. Након финала Аматерског купа, Оливер је постао професионалац када је потписао са клубом New Bedford Whalers. Играо је само једну утакмицу и 1927. прешао је у Hartford Americans. Међутим, избачени су из лиге након само десет утакмица, а Оливер је остатак сезоне прешао у J&P Coats. Већину сезоне 1928-1929. провео је са J&P Coats-ом, али је сезону завршио са клубом New Bedford Whalers. Затим је Оливер прешао у Pawtucket Rangers за јесењу сезону 1929. У јесен 1930. године започео је сезону са Marksmen-има пре него што је прешао у Providence. У пролеће 1931. играо је са клубом Fall River, а затим и са Pawtucket Rangers-ом у јесен 1931. године. Неки извори наводе да је Оливер завршио каријеру у Америчкој фудбалској лиги 1931. године, други кажу, 1935. године. Међутим, сви се слажу да је каријеру завршио са аматерима Santo Christos 1938. године. 

## Национални тим
1930. године Оливер је позван у репрезентацију САД на Светском првенству 1930. године . На турниру није играо ниједну утакмицу, али је током егзибиционих мечева америчког тима након првенства одиграо неколико утакмица. Међутим, ниједна од ових игара не сматра се интернационалном утакмицом. 

## Тренирање
Након што се повукао из игре, Оливер је увелико тренирао друге клубове. 1966. постао је први главни тренер мушке фудбалске репрезентације University of Massachusetts Dartmouth-а. Од оснивања тима 1966. до сезоне 1969, Оливер је тиму донео рекорд 40-11-2.
Оливер је 1968. године уведен у Националну фудбалску кућу славних, Фудбалску кућу славних Нове Енглеске 1981. године  и Кућу славних University of Massachusetts Dartmouth 1997. године.